# Мистерхорст
Мистерхорст (нем. Miesterhorst) — община в Германии, в земле Саксония-Анхальт. 
Входит в состав района Зальцведель. Подчиняется управлению Зюдлихе Альтмарк.  Население составляет 721 человек (на 31 декабря 2006 года). Занимает площадь 22,64 км². 